# Mladá fronta Dnes
Mladá fronta Dnes (deutsch Junge Front heute), kurz Dnes, MF Dnes oder auch MFD, ist – neben dem Boulevard-Blatt Blesk (ca. 500.000 Stück) – die auflagenstärkste (ca. 320.000 Stück) und meistgelesene Tageszeitung Tschechiens. Vor 1989 war sie die Zeitung der damals sozialistischen Jugendorganisation. Bald nach der Wende wurde die Zeitung von den Journalisten und einigen einflussreichen Persönlichkeiten dem Staat in einer ziemlich wilden Weise entwendet, dabei wurden die Redaktionsräume von Angehörigen der Polizei-Spezialeinheit URNA geschützt, die während ihrer Freizeit in den Räumen übernachteten.
Die Zeitung gehörte lange zur Rheinisch-Bergischen Verlagsgesellschaft, welche unter anderem die Rheinische Post herausgibt. Zur Zeitung gehört auch das Online-Angebot iDNES. Die Herausgebergesellschaft der Zeitung „MAFRA a. s.“ wurde am 26. Juni 2013 von der „AGF Media a. s.“ aufgekauft, hinter welcher der tschechische Unternehmer und Politiker Andrej Babiš (Vorsitzender der Partei ANO 2011, vom 13. Dezember 2017 bis 17. Dezember 2021 Ministerpräsident Tschechiens) steht. Einer Untersuchung zufolge erschienen in Dnes in den 19 Monaten vor der Übernahme 176 Artikel über Babiš, im gleichen Zeitraum danach jedoch 1.155 Artikel über Babiš. Dabei überwogen vor der Übernahme leicht die als „kritisch“ gegenüber Babiš eingestuften Artikel, während es nach der Übernahme die als positiv gegenüber Babiš eingestuften Veröffentlichungen waren. Beobachtern fiel außerdem eine „zurückhaltende“ Berichterstattung über die großen Anti-Babiš-Demonstrationen am 5. März 2018 auf. Dnes wird daher heute als „Sprachrohr“ der Babiš-Partei kritisiert.